# Copa del Rey 1912
Die Copa del Rey 1912 war die zehnte Austragung des spanischen Fußballpokalwettbewerbes.
Der Wettbewerb startete am 31. März und endete mit dem Finale am 7. April 1912. Alle Spiele fanden im Camp del Carrer Indústria, dem Stadion des FC Barcelona, statt. Damit fand die Copa del Rey erstmals weder in der Hauptstadt Madrid noch im Stadion des Titelverteidigers statt.
Am Turnier sollten sechs Mannschaften teilnehmen, jedoch gingen letztlich nur vier an den Start, da sich Titelverteidiger Athletic Bilbao und die Mannschaft der Infanterieakademie von Toledo kurz vor Turnierbeginn zurückgezogen hatten. Im Finale besiegte der FC Barcelona den Madrider Verein Sociedad Gimnástica Española mit 2:0 und gewann damit zum zweiten Mal den Pokal.

## Halbfinale
| Datum         |                      | Ergebnis |                     |
| ------------- | -------------------- | -------- | ------------------- |
| 31. März 1912 | FC Barcelona         | 3:0      | España de Barcelona |
| 1. April 1912 | Gimnástica de Madrid | 2:1      | Irún Sporting Club  |

## Finale
Das Finale war ursprünglich auf den 3. April angesetzt, wurde jedoch auf Anordnung des Gouverneurs von Barcelona auf den 7. April verschoben, um nicht mit den religiösen Feiern des Karmittwochs zusammenzufallen.
| FC Barcelona                                           | FC Barcelona | Gimnástica de Madrid | Gimnástica de Madrid |
| ------------------------------------------------------ | --- | --- | -------------------- |
| FC Barcelona                                           | \| Finale \| \| 7. April 1912 in Barcelona (Camp del Carrer Indústria) \| \| Ergebnis: 2:0 (1:0) \| \| Zuschauer: – \| \| Schiedsrichter: Hamilton \| \| Spielbericht \| | \| Finale \| \| 7. April 1912 in Barcelona (Camp del Carrer Indústria) \| \| Ergebnis: 2:0 (1:0) \| \| Zuschauer: – \| \| Schiedsrichter: Hamilton \| \| Spielbericht \| | Gimnástica de Madrid |
| FC Barcelona                                           | Luis Reñé – Irízar, Manuel Amechazurra – Berdié, Alfredo Massana, Enrique Peris – Romà Forns, Pancho Estévez, José Rodríguez, Arsenio Morales, Francisco Armet           | Pola – Roca, Carruana – Francisco Baonza, José Manuel Kindelán, Montoto – Espinosa, Eulogio Uríbarri, Ricardo Uríbarri, F. Guzmán, Apolinario Rodríguez                  | Gimnástica de Madrid |
| FC Barcelona                                           | 1:0 Massana (1. H.) 2:0 Rodríguez (2. H.) | | Gimnástica de Madrid |
| Finale                                                 | | |                      |
| 7. April 1912 in Barcelona (Camp del Carrer Indústria) | | |                      |
| Ergebnis: 2:0 (1:0)                                    | | |                      |
| Zuschauer: –                                           | | |                      |
| Schiedsrichter: Hamilton                               | | |                      |
| Spielbericht                                           | | |                      |

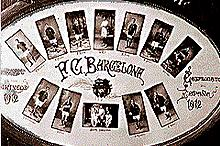
Die Siegermannschaft des FC Barcelona

Durch den 2:0-Triumph wurde der FC Barcelona nach 1910 nun zum zweiten Mal spanischer Pokalsieger.

## Siegermannschaft
| 1.           | FC Barcelona |
| ------------ | --- |
| FC Barcelona | - Tor: Luis Reñe - Abwehr: Manuel Amechazurra , Irízar - Mittelfeld: Berdié, Alfredo Massana, Enrique Peris - Sturm: Francisco Armet, Pancho Estévez, Romà Forns, Arsenio Morales, José Rodríguez - Trainer: – |